# Melanozosteria karnyi
Melanozosteria karnyi är en kackerlacksart som först beskrevs av Viktor von Ebner-Rofenstein 1925.  Melanozosteria karnyi ingår i släktet Melanozosteria och familjen storkackerlackor. Inga underarter finns listade i Catalogue of Life.